# Hanna (piosenkarka)
Hanna (ros. Ханна), właściwie Anna Władimirowna Iwanowa (ros. Анна Владимировна Иванова; ur. 23 stycznia 1991 w Czeboksarach) – rosyjska piosenkarka, tancerka i fotomodelka.

## Życiorys

### Wczesne lata
Urodziła się w Czeboksarach w Czuwaszji. Od dziecka chciała być piosenkarką. Ukończyła szkołę muzyczną, była w klasie fortepianowej. Zawodowo zajmuje się tańcami towarzyskimi. Brała udział w różnych konkursach tanecznych organizowanych w Rosji i poza granicą, była kandydatką do Mistrza Sportu w tańcu towarzyskim. W 2013 ukończyła oddział Państwowego Uniwersytetu Gospodarczego w Sankt Petersburgu w dziedzinie Ekonomii i Zarządzania Turystyki i Holelarstwa.

### Kariera
Wielokrotnie zwyciężała w konkursach piękności; w 2009 została Miss Czuwaszji, Miss Wołga i Miss Apollon, w 2010 wygrała wybory Miss Viva-Wołga-Don, Miss Wołga International i Miss Kemer International, była również finalistką konkursu Miss Rosji 2010.
Przez jakiś czas życia mieszkała w Kijowie, gdzie grała w serialach. Potem przeniosła się do Moskwy.
Solową karierę muzyczną zaczęła w 2013. W grudniu nakręciła teledysk do piosenki „Ja prosto twoja”. Wiosną 2014 wystąpiła w duecie w Jegorem Kridem w piosence „Skromnym byt´ nie w modie”. W 2015 była wiodącą autorką programu Hip-hop czart s Hannoj, emitowanego na kanale Ru.tv. W tym samym roku wypuściła dwie piosenki: „Mama, ja wlubiłas´” i „Potierała golowu”, które były puszczane w obiegu stacji radiowych w Rosji. W 2016 wzięła udział w Big Love Show w SK «Olimpijskij» w Moskwie i opublikowała nowy utwór – „Omar Chajjam”. W tym samym roku była nominowana do Muz-TV 2016 w kategorii „Przełom roku”.
23 stycznia 2018 wydała swój debiutancki album studyjny, zatytułowany Mysli, czast 1.

### Życie prywatne
Na konkursie piękności Miss Kemer International 2010 poznała Pawła „Paszę” Kurianowa, dyrektora wytwórni Black Star Inc., który pomógł jej stać się piosenkarką pomimo całkowitego braku jej talentu wokalnego. Para pobrała się w lipcu 2015. 3 kwietnia 2018 roku poinformowała, że spodziewa się dziecka.

## Dyskografia

### Albumy studyjne
- Mysli, czast 1 (2018)

### Single
- 2014 – „Wzdochi”
- 2014 – „Tak i znaj”
- 2014 – „Znaju”
- 2014 – „Skromnym byt´ nie w modie”
- 2014 – „Ja prosto Twoja”
- 2014 – „Maniekien”
- 2014 – „Niebo”
- 2014 – „Cztoby leto nie konczałos´”
- 2014 – „Luczsze niet”
- 2015 – „Instagram”
- 2015 – „Mama, ja wlubiłas´”
- 2015 – „Potierała golowu”
- 2016 – „Kogda on zajdiot”
- 2016 – „Omar Chajjam”
- 2016 – „Biez tiebia nie mogu”
- 2017 – „Niewinownaja”
- 2017 – „Te amo”
- 2017 – „Puli”
- 2018 – „Nie wiernus”
- 2018 – „Celujemsja”

### Teledyski
| Rok  | Klip                                           | Reżyser            | Album          |
| ---- | ---------------------------------------------- | ------------------ | -------------- |
| 2013 | „Ja prosto Twoja”                              | Brat'ja Misiura    | –              |
| 2014 | „Skromnym byt´ nie w modie” (feat. Jegor Krid) | Rustam Romanow     | –              |
| 2014 | „Cztoby leto nie konczałos´”                   | Rustam Romanow     | –              |
| 2014 | „Luczsze niet”                                 | Anton Trusznikow   | –              |
| 2015 | „Mama, ja wlubiłas´”                           | Aleksiej Kuprianow | –              |
| 2015 | „Potieriala golowu”                            | Karia Jak          | Mysli, czast 1 |
| 2016 | „Omar Chajjam”                                 | Karia Jak          | Mysli, czast 1 |
| 2016 | „Biez Tiebia nie mogu”                         | Zaur               | Mysli, czast 1 |
| 2017 | „Te amo”                                       | Wład Akuszewicz    | Mysli, czast 1 |
| 2017 | „Puli”                                         | Wład Akuszewicz    | Mysli, czast 1 |
| 2018 | „Nie wiernus”                                  | Daniil Galius      | Mysli, czast 1 |
| 2018 | „Celujemsja”                                   | Zaur Zasiejew      | Mysli, czast 1 |